# Ивайло Георгиев
Ивайло Николов Георгиев (роден на 31 октомври 1942) е бивш български футболист, полузащитник. Основната част от кариерата му преминава в Локомотив (София). Играл е също в Сливен, Академик (София) и ЖСК Славия (София). Общо в А група има 202 мача с 31 гола.
Част е от състава на България, спечелил сребърните медали на Олимпиадата в Мексико'68. Има 10 мача и 2 гола за националния отбор.

## Биография
Георгиев е юноша на Червено знаме (София). След това играе за Сливен и Академик (София). Със „студентите“ дебютира в А група през сезон 1964/65, когато записва 15 мача и бележи 2 гола.
През лятото на 1965 г. преминава в Локомотив (София). Бързо се утвърждава като основен футболист в халфовата линия на тима. До края на 1968 г. записва 85 мача и вкарва 18 гола в А група. Заради добрите си изяви през 1967 г. е повикан в националния отбор. Дебютира на 22 ноември 1967 г. при победа с 3:0 срещу Турция в олимпийска квалификация, като вкарва третия гол в срещата. Впоследствие е включен в състава за Олимпиадата в Мексико'68, където България достига до финала и печели сребърните медали. Играе в 6 мача от турнира и бележи гол при равенството 2:2 с Чехословакия от груповата фаза.
През януари 1969 г., след обединението на Локомотив със Славия (София), става част от състава на ЖСК Славия. За два сезона и половина изиграва 48 мача в елитното първенство и бележи 7 попадения. Записва също 4 мача в Купата на УЕФА. Играе в паметните срещи с Валенсия през есента на 1969 г., когато ЖСК Славия отстранява испанците след победа с 2:0 у дома и равенство 1:1 като гост.
През 1971 г., когато Локомотив и Славия възстановяват самостоятелното си съществуване, отново облича червено-черната фланелка. Определен е за капитан на „железничарите“. Носи лентата до прекратяването на кариерата си през ноември 1973 г., като малко преди това с Локомотив печели Балканската купа. По време на втория си престой в клуба записва 54 мача с 4 гола в А група.
След края на състезателната си кариера работи дълги години като треньор в школата на Локомотив (София). Между 1981 г. и 1983 г. е асистент на Георги Берков в първия състав на „железничарите“.

## Успехи
Локомотив (София)
- Балканска купа –  Носител: 1973

България
- Летни олимпийски игри –  Сребърен медал: 1968